# Sergio De Cecco
Sergio De Cecco, cuyo nombre completo era Sergio Amadeo De Cecco, también conocido con los pseudónimos de Javier Sánchez y Amadeo Salazar, fue un periodista, actor, dramaturgo, guionista de cine y de radio que nació en Buenos Aires el 29 de mayo de 1931 y falleció en la misma ciudad el 26 de noviembre de 1986. Recibió varios premios por su producción. Su obra más difundida es "El reñidero que fue representada en muchas oportunidades en Argentina y en otros países y que también fue llevada al cine.

## Primeras obras
A los 18 años se inició como guionista de radio y titiritero. Según sus palabras, quería ser actor. Hizo una prueba en una emisora de radio y al no ser aceptado, como venganza, se puso a escribir libretos radiofónicos. Con su teatro de títeres "De Las Malas Artes" recorrió varios países de América. Junto a Ariel Buffano había sido dilecto "hijo artístico" de Javier Villafañe
. En la década de los 50 comenzó su actividad como actor teatral; con "Durante el ensayo en 1956, fue premiado por el Ministerio de Educación en las tertulias de teatro conocido mayoritariamente por su obra: "Prometeo y en 1958 ganó un concurso para jóvenes autores organizado por la Editorial Carro de Tespis con "El invitado.

## El reñidero, su obra más difundida
En 1962 publicó "El reñidero, su obra más difundida, que lo integró a la generación realista de los 60. Con ella obtuvo el Premio Municipal de obras inéditas. Se estrenó el 11 de enero de 1964 en el teatro al aire libre del Jardín Botánico y se repuso el 20 de junio del mismo año en la Sala Casacuberta del Teatro General San Martín. En ambos casos las puestas fueron dirigidas por Salvador Santángelo.
Ha sido representada en numerosas oportunidades en el Teatro General San Martín de Buenos Aires y en otros escenarios del país. Fue llevada a la pantalla, en 1965, bajo la dirección de René Mugica y obtuvo el 3er premio del Instituto de Cinematografía y fue seleccionada para participar en el Festival Internacional de Cine de Cannes, Francia.

## Otras obras
En 1965, estrenó "Capocómico en la sala Casacuberta del Teatro Municipal Gral. San Martín. También escribió "Llegó el plomero, pieza que fue llevada al cine y "El gran deschave (escrita en colaboración con Armando Chulak). Es una comedia realista sobre la vida de una pareja en cuya vida se instalaron la rutina y el acostumbramiento. De pronto, el detonante de un televisor descompuesto muestra que en verdad son seres que necesitan mirarse a los ojos, vidas que necesitan amor, comprensión y ternura. Estrenada en 1975 con la dirección de Carlos Gandolfo, se mantuvo durante 3 temporadas continuadas en cartel y obtuvo el premio Argentores.
En un reportaje publicado en 1970, De Cecco manifestaba que desde los 18 años había escrito más de cien novelas radiales y realizado más de veinte programas de televisión.
En 1975, en Inglaterra, se estrenó una versión de "El reñidero y también se presentó en el teatro Colón una versión libre de esta obra. Betty Gambartes escribió la ópera tanguera "Orestes con música de Diego Vila basada en "El reñidero, que fue estrenada con éxito en Europa.

## Suicidio del artista
De Cecco luego entró en una depresión y el 26 de noviembre de 1986, a los 56 años de edad, se suicidó de un disparo en la cabeza. Según supo decir en una entrevista: 

"Ocurre que soy un melancólico, que por sobre todas las cosas me interesan los sentimientos".

## Vida personal
De Cecco vivía en la calle México 1643 de Buenos Aires en el edificio «Sol-Aire» que tenía un gran parque central y un arco de departamentos, junto con su esposa Martha Gavensky, artista plástica. Con ella tuvo un hijo llamado Javier Gaspar. Además, con ellos vivía un hijo anterior de Martha, Alejandro Bellini, hijo de Juan Carlos Bellini, un renombrado bailarín. Sergio era hermano de Alma De Cecco, conocida autora y guionista de radio y televisión, más conocida como Alma Bressan(su nombre familiar). Sergio luego se casó con la actriz Haydée Padilla, conocida por su personaje "La Chona". En 1975 los esposos anotaron como propia en el Registro Civil con el nombre de María Laura a una niña que le entregaron recién nacida en un hospital. En 2014 Haydée Padilla reconoció por radio ese hecho aclarando que no era hijo de desaparecidos, que no se había hecho examen de ADN, pero estaba dispuesta a hacérselo. En 1976 se separaron, ella lo sustituyó por Federico Luppi y él quedó a cargo de la hija que ella, que no podía tener hijos, había querido adoptar.

## Crítica de su obra
De Cecco se identificó, principalmente con "El reñidero y con "Capocómico, con la corriente de los "nuevos realistas" de la década del 60, seguidores de los estadounidenses Arthur Miller y Tennessee Williams, integrada entre otros por Ricardo Halac, Roberto Cossa, Ricardo Talesnik, Julio Mauricio, Germán Rozenmacher y Carlos Somigliana.
Se trata de una corriente crítica hacia al menos tres direcciones fundamentales:
1. contra los anteriores modelos de escritura dramática: se plantearon llevar a la escena al hombre común argentino, en términos más realistas, más cercanos a la cotidianeidad, prescindiendo de la necesidad del personaje "optimista" y de la defensa del "triunfo final" propios del realismo socialista...
2. contra los valores culturales de la clase media, principal consumidora del teatro nacional, a la que consideraban ignorante, hipócrita, violenta tras una apariencia de moderación, reaccionaria, disfrazada de progresista y puesta al servicio de la defensa del status quo de una sociedad objetable en muchos aspectos y...
3. contra los patrones reaccionarios y el autoritarismo militar y conservador de ciertos sectores políticos nacionales, por lo cual en sus textos subyacía la necesidad de un cambio o, en los textos más radicalizados, de una revolución.[4]

Las obras de De Cecco tienen en común la referencia a una problemática nacional siempre a partir de historias individuales, a la vez que predominan elementos realistas matizados por la ironía y el humor negro. Si bien su producción fue breve, no deja de llamar la atención una rara ductilidad que le permite pasar del abierto realismo, rozando la ternura hasta desembocar en el humor negro sin transiciones ni; lo que es más importante, concesiones.
Otras obras fueron "La demolición (1982), "Blues de calle Balcarce para el tercer ciclo de Teatro Abierto, en colaboración con Carlos País y Gerardo Taratuto, y "¡Moreira! (1984) junto a País y Peñarol Méndez, estrenada en el Teatro Nacional Cervantes.

## Filmografía como autor y guionista
- Seré cualquier cosa, pero te quiero (1986). Dir. Carlos Galettini
- El reñidero (1965). Dir. René Mugica
  - Solo como guionista:
- El hombre invisible ataca (1967).  Dir. Martín Rodríguez Mentaste.